# Leghorn

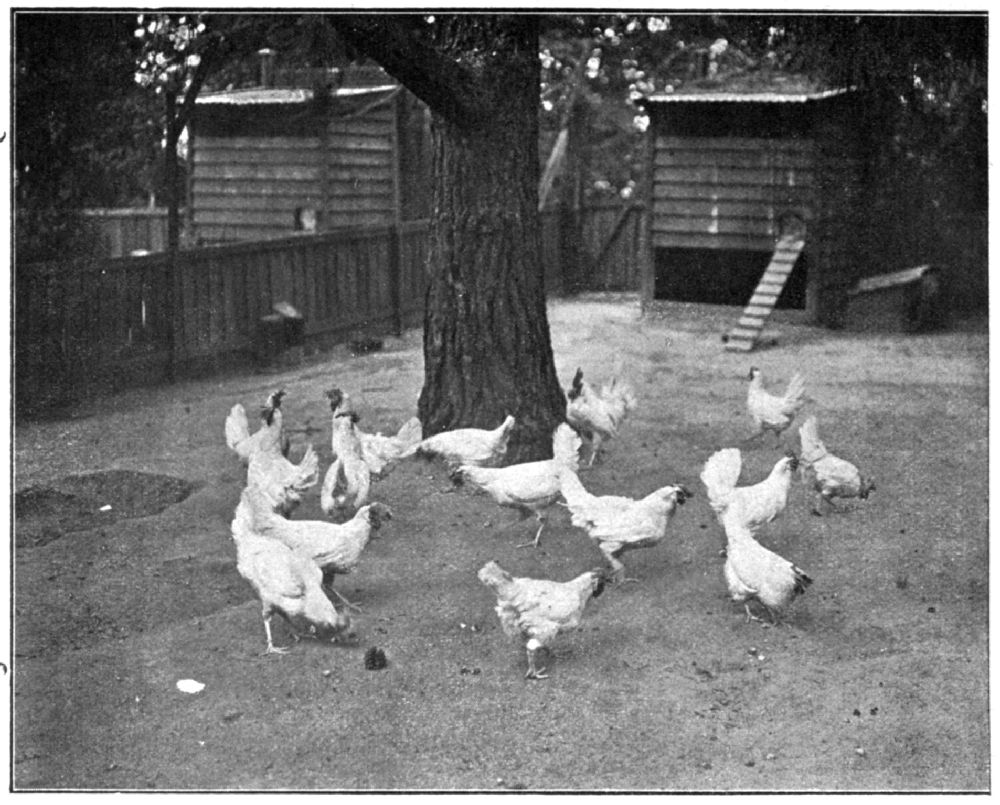
Leghornok 1915-ből

A leghorn eredendően Itáliából származó fehér színű tanyasi tyúkokból Amerikában kitenyésztett tyúkfajta.

## Fajtatörténet
Nevét az toszkánai Livorno városról kapta (angolul hagyományosan: Leghorn). Innét szállítottak egyedeket 1835-ben Amerikába, ahol továbbtenyésztették a fajtát. 1870 körül kerültek ismét Európába leghorn név alatt.

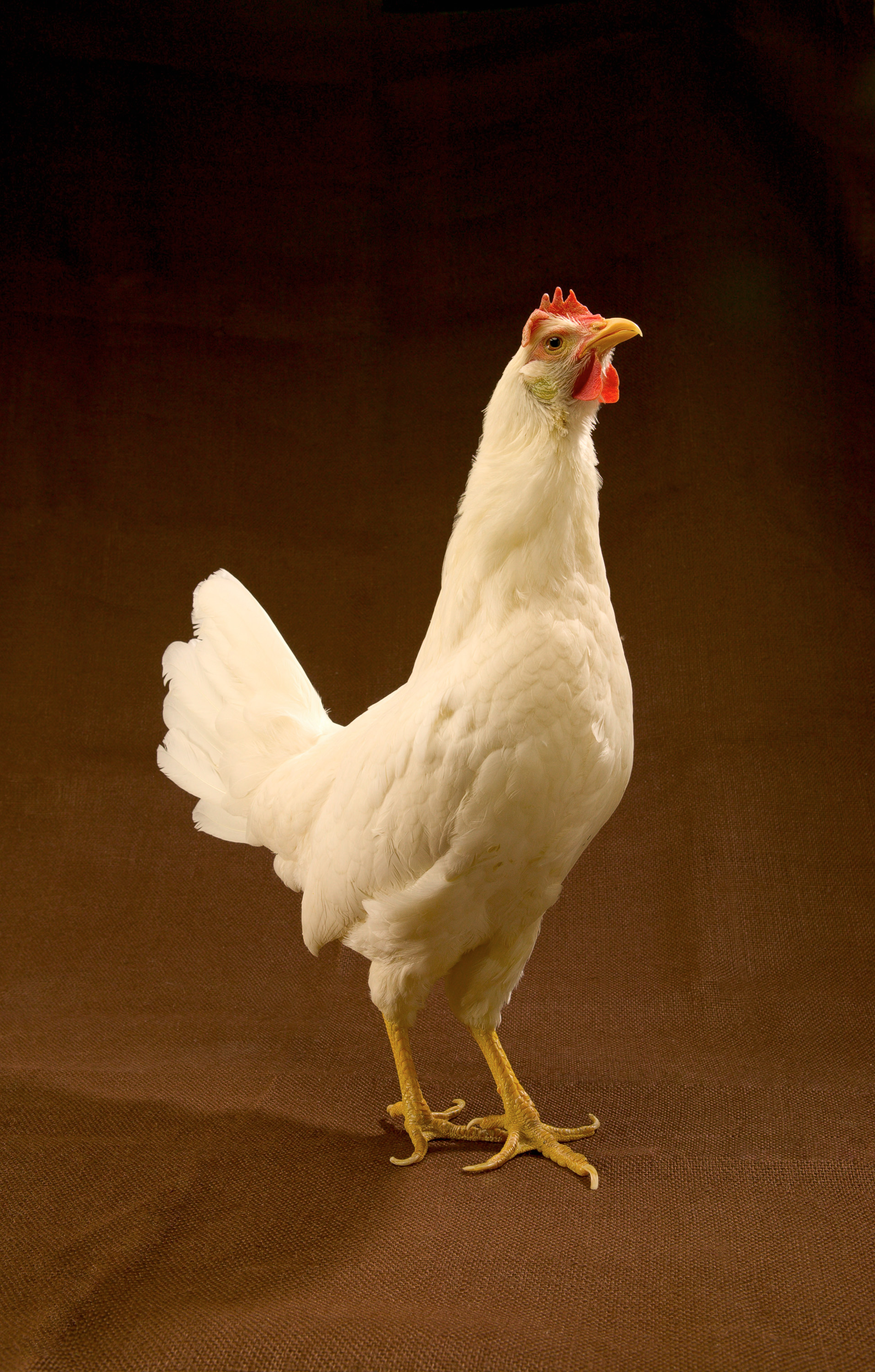
Tojó (0.1)

## Fajtabélyegek, színváltozatok
Háta hosszú. Válla széles, erős. Farktollai nagyok, szélesek, körülbelül 35 fokban tartja a hátvonalához képest. Melltájéka mélyen viselt. Szárnyak nagyok, vízszintesen tartottak szorosan a testhez simulva. Feje megnyúlt. Arca piros, tollazatlan. Szemek nagyok, élénkek, vörösek. Csőre rövid, erős, enyhén görbült, sárga. Taraja egyszerű típusú, közepesen nagy, 5 fogazattal. Füllebenye ovális alakú, közepesen nagy fehér-krémszínű. Toroklebenye Közepesen nagy. Nyaka közepesen hosszú. Combok közepesen hosszúak, erősek. Csüd finom csontozatú, közepesen hosszú, tollatlan, sárga színű. Tollazata: széles tollak, fénylőek, testhez simulóak.
Színváltozatok: fehér, fekete, vörös, fogolyszínű, barnás árnyalatú, ezüstös árnyalatú. 
Azonban a legtöbb országban csak a fehér színű változatát ismerik el. 

## Tulajdonságok
Korán ivarérett fajta. Kotlási hajlama igen ritka. Jó takarmányhasznosítók; első évben képes 240 körüli tojást produkálni. Mozgékony, izgága fajta.
| Általános tulajdonságok: | Általános tulajdonságok:      |
| ------------------------ | ----------------------------- |
| Súlya                    | kakas 2,4–3 kg, tojó 1,5–2 kg |
| Gyűrűmérete              | kakas 18, tojó 16             |
| Tenyésztojás tömege      | 55-60 g                       |
| Tojáshéj színe           | hófehér                       |
| Éves tojáshozama         | 240 db                        |